# Jacques Charpentier
Jacques Charpentier (født 18. oktober 1933 i Paris - død 15. juni 2017 i Lézignan-Corbières, Frankrig) var en fransk komponist, organist, leder og lærer.
Charpentier var selvlært som pianist og levede i Paris som akkompagnatør. Han tog til Indien og studerede indisk musik i Bombay og Calcutta. Charpentier vendte tilbage til Frankrig (1954), og studerede komposition, orgel og musikfilosofi med Tony Aubin og Olivier Messiaen på Musikkonservatoriet i Paris. Han har skrevet 7 symfonier, orkesterværker, kammermusik, koncertmusik, balletmusik, vokalmusik, orgelstykker, og solostykker for mange instrumenter etc. Charpentier var inspireret af det 20. århundredes klassiske musik og indisk folklore. Han levede som organist og var chefinspektør for Musik for Ministeriet for Kulturelle Anliggender. Charpentier underviste i komposition på Musikkonservatoriet i Paris, og privat.

## Udvalgte værker
- Symfoni nr. 1 "Symfoni Breve" (1958) - for strygeorkester
- Symfoni nr. 2 "Ofring til Påskedag" (1965) - for strygeorkester
- Symfoni nr. 3 "Shiva dansens konge" (1969) - for orkester
- Symfoni nr. 4 "Brasilien" (1975) - for orkester
- Symfoni nr. 5 "Og den imaginære begyndte at danse" (1977) - for orkester
- Symfoni nr. 6 "Men solen var allerede i horisonten" (1979) - for orgel og orkester
- Symfoni nr. 7 (1985) - for orkester
- 72 Karnatiske Etuder (1957-1984) - for klaver